# Ibla idiotica
Ibla idiotica är en kräftdjursart som beskrevs av Batham 1945. Ibla idiotica ingår i släktet Ibla och familjen Iblidae. Inga underarter finns listade i Catalogue of Life.